# 遠山康光
遠山康光 （とおやま やすみつ、？—1579年4月29日（天正7年3月24日）），又名遠山直次，是日本戰國時代的武將，被稱作左衛門尉。北條氏的家臣，屬於浮役寄合眾。父親是遠山直景，有一兄為遠山綱景。相模國新庒城主，妻子是上杉景虎的伯母，有一子遠山康英。
永祿12年（1569年），奉北條氏康之命，與兒子康英去與上杉謙信講和以締結越相同盟。元龜元年（1570年），與成為謙信養子的氏康之子三郎（上杉景虎）一起前往越後。天正7年（1579年）3月，景虎在御館之亂中不敵景勝方，康光在鮫尾城與景虎一起自殺。

## 登场作品
影視劇
- 2009年大河劇 <天地人> 中，遠山康光投奔德川家等情節，完全是虛構。